# Golden State Warriors 2001-2002
La stagione 2001-02 dei Golden State Warriors fu la 53ª nella NBA per la franchigia.
I Golden State Warriors arrivarono settimi nella Pacific Division della Western Conference con un record di 21-61, non qualificandosi per i play-off.

## Risultati
| Squadra                | V  | P  | PCT  | GB |
| ---------------------- | -- | -- | ---- | -- |
| Sacramento Kings       | 61 | 21 | 74,4 | -  |
| Los Angeles Lakers     | 58 | 24 | 70,7 | 3  |
| Portland Trail Blazers | 49 | 33 | 59,8 | 12 |
| Seattle SuperSonics    | 45 | 37 | 54,9 | 16 |
| Los Angeles Clippers   | 39 | 43 | 47,6 | 22 |
| Phoenix Suns           | 36 | 46 | 43,9 | 25 |
| Golden State Warriors  | 21 | 61 | 25,6 | 40 |

## Roster
| N° | Naz.                   | Ruolo | Sportivo         | Anno | Alt. | Peso \|\| |
| -- | ---------------------- | ----- | ---------------- | ---- | ---- | --------- |
| 0  | Stati Uniti (bandiera) | G     | Gilbert Arenas   | 1982 | 191  | 87        |
| 1  | Stati Uniti (bandiera) | A     | Troy Murphy      | 1980 | 211  | 111       |
| 2  | Stati Uniti (bandiera) | G     | Dean Oliver      | 1978 | 180  | 82        |
| 3  | Stati Uniti (bandiera) | G     | Bob Sura         | 1973 | 196  | 91        |
| 10 | Stati Uniti (bandiera) | G     | Mookie Blaylock  | 1967 | 183  | 82        |
| 20 | Stati Uniti (bandiera) | G     | Larry Hughes     | 1979 | 196  | 83        |
| 21 | Stati Uniti (bandiera) | A     | Danny Fortson    | 1976 | 201  | 118       |
| 22 | Stati Uniti (bandiera) | C     | Dean Garrett     | 1966 | 208  | 102       |
| 23 | Stati Uniti (bandiera) | G     | Jason Richardson | 1981 | 198  | 100       |
| 25 | Stati Uniti (bandiera) | C     | Erick Dampier    | 1975 | 211  | 120       |
| 31 | Stati Uniti (bandiera) | C     | Adonal Foyle     | 1975 | 208  | 113       |
| 33 | Stati Uniti (bandiera) | A     | Antawn Jamison   | 1976 | 208  | 113       |
| 34 | Stati Uniti (bandiera) | A     | Chris Mills      | 1970 | 198  | 98        |
| 44 | Stati Uniti (bandiera) | C     | Marc Jackson     | 1975 | 208  | 122       |
| 45 | Stati Uniti (bandiera) | A     | Cedric Henderson | 1975 | 201  | 98        |

## Staff tecnico
- Allenatori: Dave Cowens (8-15) (fino al 15 dicembre)[1], Brian Winters (13-46)
- Vice-allenatori: Clifford Ray, Brian Winters (fino al 15 dicembre), Phil Hubbard, Mark Osowski
- Preparatore atletico: Tom Abdenour
- Preparatore fisico: Mark Grabow